# Corrente humana

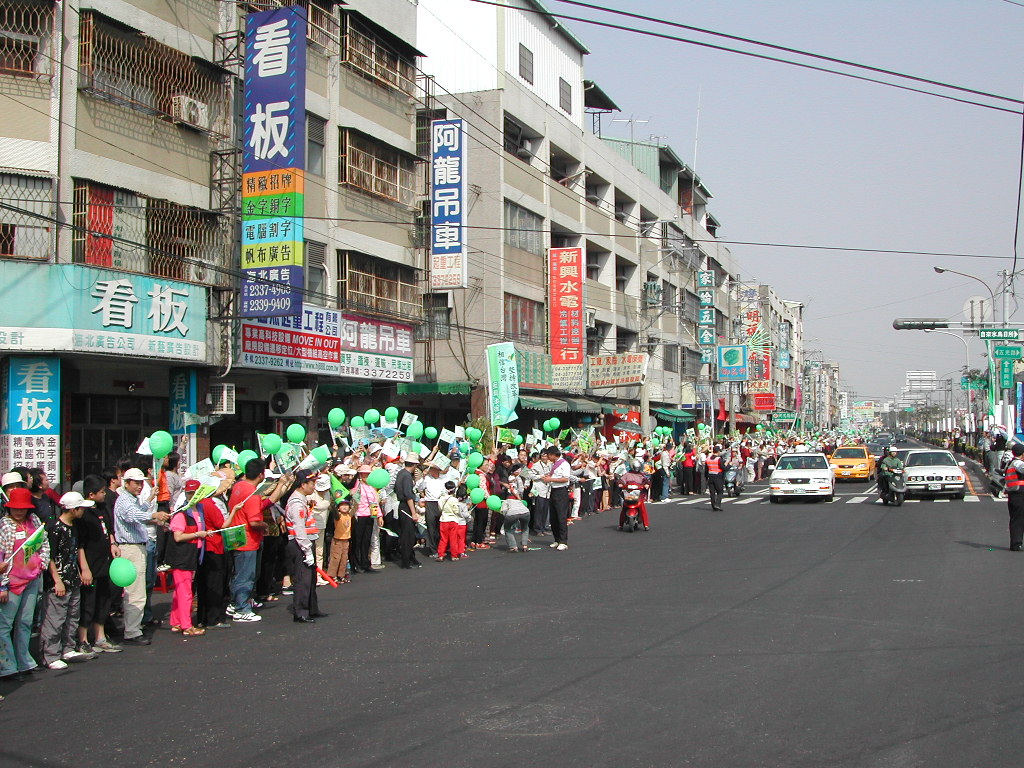
Cadeia humana em Taiwan, com 500 km de comprimento.

Uma cadeia humana ou corrente humana é uma forma de demonstração popular na qual as pessoas manifestantes dão as mãos como forma de solidariedade política, formando uma longa corrente.
O número de envolvidos numa cadeia humana é frequentemente desconhecido e os protestos são geralmente pacíficos.

## Grandes cadeias humanas
- A maior de sempre terá sido a Hands Across America, em 25 de Maio de 1986, com cerca de 5 milhões de participantes nos Estados Unidos da América. Tratava-se de um evento destinado a recolher fundos contra a fome.
- Outra grande corrente humana foi a Cadeia Báltica, realizada nos países bálticos em 23 de Agosto de 1989, com fins de protesto político contra a ocupação soviética da Estónia, Letónia e Lituânia e terá conseguido unir 2 milhões de pessoas entre Vilnius e Tallinn.
- Em 28 de Fevereiro de 2004, um apelo à paz em Taiwan reuniu entre 1 e 2 milhões de pessoas.
- Um protesto contra a violência em Timor-Leste foi organizado em 8 de Setembro de 1999 em Lisboa na forma de cadeia humana, e reuniu mais de 300.000 pessoas, num apelo à intervenção do Conselho de Segurança das Nações Unidas.[1]